# Sphodros

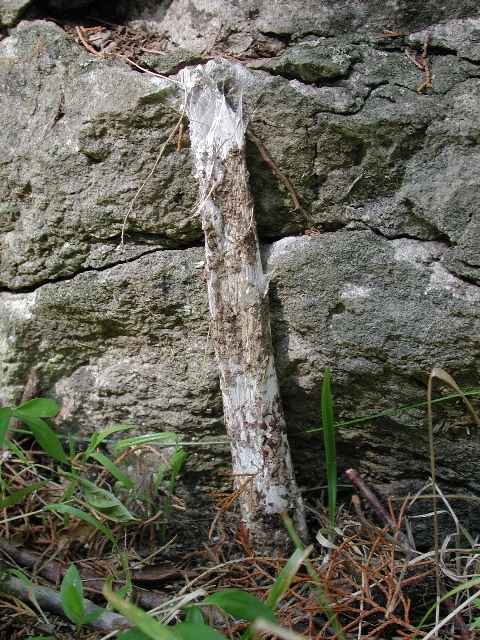
Tub d'un Sphodros espècie

Sphodros és un gènere d'aranyes migalomorfes, de la família dels atípids (Atypidae). Viu als Estats Units i Mèxic. El 1980, la seva espècie tipus va sortir del gènere Atypus i ubicada en el seu propi gènere.

## Taxonomia
- Sphodros abboti Walckenaer, 1835 — EUA
- Sphodros atlanticus Gertsch & Platnick, 1980 — EUA
- Sphodros coylei Gertsch & Platnick, 1980 — EUA
- Sphodros fitchi Gertsch & Platnick, 1980 — EUA
- Sphodros niger (Hentz, 1842) — EUA, Canadà
- Sphodros paisano Gertsch & Platnick, 1980 — EUA, Mèxic
- Sphodros rufipes (Latreille, 1829) — EUA